# Affaire Mylène
L'affaire Mylène est une affaire criminelle française dans laquelle Mylène Mallet est tuée le 25 juillet 2013 par son amant, à son domicile de Couzeix dans l'agglomération de Limoges (Haute-Vienne).
Petar Yankov est condamné en 2015 à 25 ans de réclusion criminelle pour des faits de « vol accompagné ou suivi de violences ayant entraîné la mort ». Mylène Mallet était une femme trans et était connue pour sa participation au monde de la nuit limougeaud.
Le traitement médiatique de l'affaire, qui a mis l'accent sur une approche pathologisante et sensationnaliste en considérant la victime non comme une femme trans mais comme un homme transformiste ou travesti, est fortement critiqué par les associations trans.

## Biographie de Mylène Mallet
Mylène Mallet naît le 10 février 1971 à Limoges.
Elle suit un traitement hormonal substitutif. Coiffeuse de profession, elle tient un salon avec sa mère avant de travailler à son propre compte à domicile. Elle travaille également dans le monde de la nuit à Limoges, où elle est une artiste réputée se produisant dans des night-clubs ; elle s'auto-proclamait « reine de la nuit ». Elle se produit notamment chaque dimanche au Speakeasy,. Elle fréquente aussi des bars gay-friendly, à l'instar de L'Andromède.

## Déroulement
Mylène Mallet, âgée de 42 ans, est retrouvée morte par les pompiers le soir du 25 juillet 2013 dans son pavillon de Couzeix, à proximité de Limoges. Elle a été tuée la nuit précédente à coups de marteau, qui lui ont causé plusieurs fractures au crâne. Mylène Mallet avait organisée une soirée chez elle, dont les convives sont partis à 1 h du matin, à l'exception d'un homme, Petar Yankov.
Saisi de l'enquête, le service régional de police judiciaire, met en cause Petar Yankov, dit « Remzi », un homme bulgare retourné dans son pays d'origine après les faits. Ses empreintes digitales ont été retrouvées sur l'arme du crime. Âgé de 32 ans, il fréquentait Mylène depuis 2009. Sous le coup d'un mandat d'arrêt européen, il est interpellé le 3 septembre 2013 à Pechtera, ville du Sud de la Bulgarie. Il avoue dans un premier temps les faits, puis se rétracte en désignant un autre auteur, avant de reconnaître les faits une seconde fois.

## Procès
Le procès de l'« affaire Mylène » ouvre le 14 septembre 2015 à la cour d'assises de la Haute-Vienne à Limoges. Petar Yankov est accusé de « vol accompagné ou suivi de violences ayant entraîné la mort ». La défense tente de requalifier les faits en « coups et blessures volontaires ayant entraîné la mort sans intention de la donner », en se basant sur le récit de l'accusé. Celui-ci affirme que la victime, alcoolisée, l'aurait agressé et menacé après qu'il a refusé une relation sexuelle. Plusieurs anciens compagnons de Petar Yankov comparaissent comme témoin et affirment avoir été victimes de vols et de coups — il avait déjà été condamné pour violences.
À l'issue d'un procès de trois jours, Petar Yankov est condamné le 17 septembre 2015 à 25 ans de réclusion criminelle, soit trois ans de plus que requis par l'avocat général. Il est aussi condamné à verser deux fois 17 000 € et 19 000 € de dommages et intérêts à la famille. Il ne fait pas appel.

## Médiatisation
Le meurtre de Mylène Mallet est médiatisé à une échelle nationale, et présenté comme un fait divers, c'est-à-dire un fait d'information sans portée générale,. Ce traitement est similaire à celui d'autres meurtres médiatiques de femmes trans, comme lors des meurtres de Mylène en 2005 à Marseille ou de Vanesa Campos en 2018 dans le bois de Boulogne. Elles sont toutes trois considérées par la presse et la télévision comme des hommes « travestis », citées au masculin et désignées sous leur nom de naissance. On retrouve aussi cette considération lorsque des suicides de personnes trans sont médiatisés. Ainsi, France 3 Limousin évoque le « meurtre de « Mylène » », avec des guillemets autour du prénom, et décrit cette dernière comme « coiffeur de jour et artiste transformiste la nuit » et Le Parisien écrit « Coiffeur le jour, travesti le soir, [ morinommage ], alias Mylène, a été retrouvé mort chez lui »,. Cette approche implique, d'après la sociologue des médias Karine Espineira, une réassignation de genre patholigisante, souvent qualifiée de « seconde mort »,.
L'association limougeaude Les Myriades Transs dénonce dans plusieurs communiqués le traitement qui est réservé à la victime, notamment par l'usage abusif de son nom de naissance (dit morinom dans le cas d'une personne trans), le mégenrage (non-respect de son genre) et les détails sordides. L'associatif trans français, comme pour les meurtres de Mylène en 2005 et de Vanesa Campos, déplore une médiatisation qui est observée comme transphobe.

## Hommage
Un hommage est rendu à Mylène Mallet le 9 août 2013 à Limoges par une dizaine de personnes, avec les représentantes des Myriades Transs, Acceptess-T, Act Up-Paris et du Strass,. Dans un communiqué commun, les quatre organisations déplorent le suicide de huit femmes trans à Limoges en deux ans, dont notamment celui de Karima Sidiki, en 2012, après que son changement d'état civil lui a été refusé par le tribunal compétent,.